# Gobierno Regional de Arica y Parinacota
El Gobierno Regional de Arica y Parinacota es el órgano con personalidad jurídica de derecho público y patrimonio propio, que tiene a su cargo la administración superior de la Región de Arica y Parinacota, Chile, y cuya finalidad es el desarrollo social, cultural y económico de ésta. Tiene su sede en la capital regional, la ciudad de Arica.
Está constituido por el gobernador regional y el Consejo Regional.

## Gobernador regional de Arica y Parinacota
Dentro de las facultades que le corresponden al gobernador, una de ellas es ser el órgano ejecutivo del gobierno regional, correspondiéndole presidir el consejo regional y ejercer las funciones y atribuciones que la ley orgánica constitucional determine, en coordinación con los demás órganos y servicios públicos creados para el cumplimiento de la función administrativa. Asimismo, le corresponde la coordinación, supervigilancia o fiscalización de los servicios públicos que dependan o se relacionen con el gobierno regional, sin embargo su figura no es un representante del Presidente de la República en la región, para tal representación, la Ley N.° 20.990 creó el cargo del Delegado Presidencial Regional.
Desde el 14 de julio de 2021 hasta el 15 de noviembre de 2024 cuando presentó su renuncia, el gobernador regional fue Jorge Díaz Ibarra (PDC), luego de ser electo en las elecciones de gobernador regional de 2021.
Desde el 21 de noviembre de 2024, a través de una elección en el consejo regional, fue elegida la consejera regional Romina Cifuentes González como la gobernadora regional hasta la segunda vuelta de elecciones regionales de Chile de ese año.[cita requerida]
En las elecciones regionales de 2024, Diego Paco fue electo gobernador regional de Arica y Parinacota por el período 2025-2029.[cita requerida]

## Consejo Regional de Arica y Parinacota
El Consejo Regional de la Región de Arica y Parinacota es un órgano de carácter normativo, resolutivo y fiscalizador, dentro del ámbito propio de competencia del Gobierno Regional, encargado de hacer efectiva la participación de la ciudadanía regional y ejercer las atribuciones que la ley orgánica constitucional respectiva le encomienda.
Está integrado por 14 consejeros elegidos por sufragio universal en votación directa, en las 2 circunscripciones en que se divide la región, que duran 4 años en sus cargos y pueden ser reelegidos hasta por dos periodos.

### Listado de Consejeros Regionales
El consejo regional está compuesto, para el periodo 2025-2029, por:
| Provincia  | Consejero                    | Partido | Partido          | Periodo                      |
| ---------- | ---------------------------- | ------- | ---------------- | ---------------------------- |
| Arica      | Romina Cifuentes Gutiérrez   |         | PRCh             | Desde el 5 de enero de 2025  |
| Arica      | Christian Villanueva Rosales |         | Ind.- PSC        | Desde el 6 de enero de 2025  |
| Arica      | Carlos Ojeda Murillo         |         | PH               | Desde el 6 de enero de 2025  |
| Arica      | Marcelo González Olivares    |         | PDC              | Desde el 11 de marzo de 2018 |
| Arica      | Denisse Morales Flores       |         | Ind.- PS         | Desde el 11 de marzo de 2022 |
| Arica      | María Victoriano Cautivo     |         | PC               | Desde el 6 de enero de 2025  |
| Arica      | Lin-Kiu Ly Fumey             |         | PNL              | Desde el 5 de enero de 2025  |
| Arica      | Oscar Pantoja Rivera         |         | PL               | Desde el 11 de marzo de 2022 |
| Arica      | Sofía Clavijo Medalla        |         | RN               | Desde el 11 de marzo de 2022 |
| Arica      | Nino Estay Espinoza          |         | Demócratas       | Desde el 5 de enero de 2025  |
| Arica      | Ignacio Gómez Gutiérrez      |         | PRCh             | Desde el 5 de enero de 2025  |
| Parinacota | Lorena Ventura Vásquez       |         | RN               | Desde el 11 de marzo de 2022 |
| Parinacota | Hermes Gómez Gallardo        |         | Ind - UDI        | Desde el 6 de enero de 2025  |
| Parinacota | Daniel Linares Zegarra       |         | Ind - Demócratas | Desde el 6 de enero de 2025  |